# هیزم بریز
هیزم بریز روستایی در دهستان بلورد بخش بلورد شهرستان سیرجان استان کرمان ایران است.

## جمعیت
بر پایه سرشماری عمومی نفوس و مسکن در سال ۱۳۹۵ جمعیت این مکان ۳۰ نفر (۹خانوار) بوده‌است.